# Daire Lynch
Dáire Lynch (oft Daire Lynch; * 19. Juni 1998) ist ein irischer Ruderer, der 2024 Olympiadritter wurde.

## Karriere
Lynch belegte im Doppelzweier zusammen mit Ronan Byrne den achten Platz bei den Junioren-Weltmeisterschaften 2016. Bei den U23-Weltmeisterschaften 2019 gewann er das B-Finale im Vierer mit Steuermann, was am Ende Platz sieben bedeutete. 2020 gewann er zusammen mit Ronan Byrne bei den U23-Europameisterschaften die Goldmedaille im Doppelzweier. Anschließend starteten sie noch bei den Europameisterschaften, wo sie hinter den Booten aus den Niederlanden und der Schweiz die Bronzemedaille gewinnen konnten.
2023 trat Lynch im Doppelzweier zusammen mit Philip Doyle an. Die beiden wurden Vierte bei den Europameisterschaften 2023 in Bled. Drei Monate später bei den Weltmeisterschaften in Belgrad gewannen die Iren die Bronzemedaille hinter den Niederländern und den Kroaten. Bei den Olympischen Spielen 2024 in Paris siegte im Doppelzweier das rumänische Boot vor den Niederländern. Doyle und Lynch erruderten die Bronzemedaille.

## Internationale Erfolge
- 2016: 8. Platz Junioren-Weltmeisterschaften im Doppelzweier
- 2019: 7. Platz U23-Weltmeisterschaften im Vierer mit Steuermann
- 2020: Goldmedaille U23-Europameisterschaften im Doppelzweier
- 2020: Bronzemedaille Europameisterschaften im Doppelzweier
- 2023: 4. Platz Europameisterschaften im Doppelzweier
- 2023: Bronzemedaille Weltmeisterschaften im Doppelzweier
- 2024: Bronzemedaille Olympische Spiele im Doppelzweier